# Nógá Álón
Nógá Álón (héber betűkkel נוגה אלון, izraeli héber átírással Noga Alon) (Haifa, Izrael, 1956. február 17. –) izraeli matematikus.

## Életpályája
A Tel-Avivi Egyetemen szerzett mesterfokozatot 1980-ban, majd a Jeruzsálemi Héber Egyetemen PhD fokozatot 1983-ban. Jelenleg a Tel-Avivi Egyetem matematika tanszékén tanít, mint Florence és Ted Baumritter Kombinatorika és Számítógéptudományi professzor. 2019-ben a Magyar Tudományos Akadémia tiszteleti tagjává választották.

## Kutatási területe
Kombinatorikával és számítógéptudománnyal foglalkozik. A róla elnevezett kombinatorikus nullhelytétel egyszerű, de széleskörűen alkalmazható eredmény.

## Művei
Igen aktív, több mint 400 cikke jelent meg.

## Díjai, kitüntetései
- Erdős-díj (1989)
- Fehér-díj (1991)
- az Israel National Academy of Sciences tagja (1997)
- Pólya-díj (SIAM) (2000)
- Bruno Memorial Award (2001)
- Landau-díj (2005)
- Gödel-Díj (2005)
- Leroy P. Steele-díj (2021)

## Könyve
- N. Alon, J. H. Spencer: The Probabilistic Method, John Wiley and Sons, első kiadás: 1992, második kiadás: 2000, xiii+254 pp ISBN 0-471-37046-0.